# Panetela compacta
Panetela compacta là một loài chân đều trong họ Nannoniscidae. Loài này được Malyutina & Kussakin miêu tả khoa học năm 1996.